# パルト
パルト(palt)は、スウェーデンの伝統的な料理で生のジャガイモと豚肉で作ったダンプリング(肉団子)で、その中にはさまざまなバリエーションがある。パルトは、一般にはスウェーデン北部の料理である。パルトは、伝統的にバターとコケモモのジャムを添えて供されるのが一般的で、冷たいミルクがこれによく合う。 

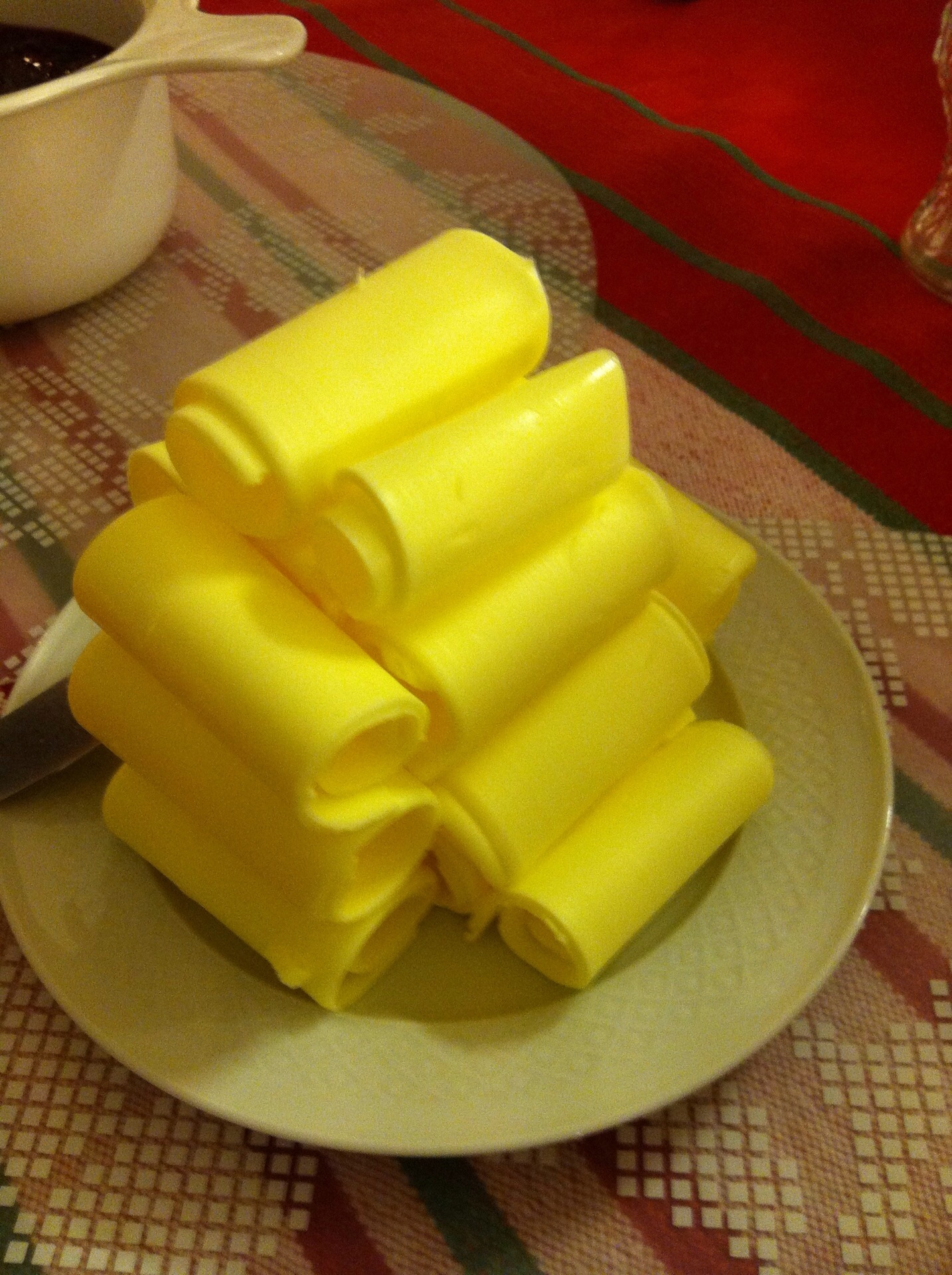
パルトに添えるためのバターは一皿分ずつ取りやすいように準備する

## バリエーション
血入りのブローパルトは、スウェーデン北部とフィンランドでは今でもまだかなりよく食べられている昔ながらのスウェーデン料理である。料理の歴史は、家庭で十分な食物を得るために、動物のすべての部位を慎重に利用しなければならなかった時代にまで遡る。
ブローパルトは、一番よく使われるのはライ麦と小麦、もしくは大麦の小麦粉と(南では牛または豚、最北ではトナカイの)血を混ぜて作る。
一晩膨らませた後、マッシュポテトを加える。「生地」を団子状にして、鍋で煮る。浮かんできたら出来上がり。豚肉の炒め物と一緒に供される。冬の太陽の日差しのない季節に、よく食べられる栄養たっぷりの一皿の料理になる。

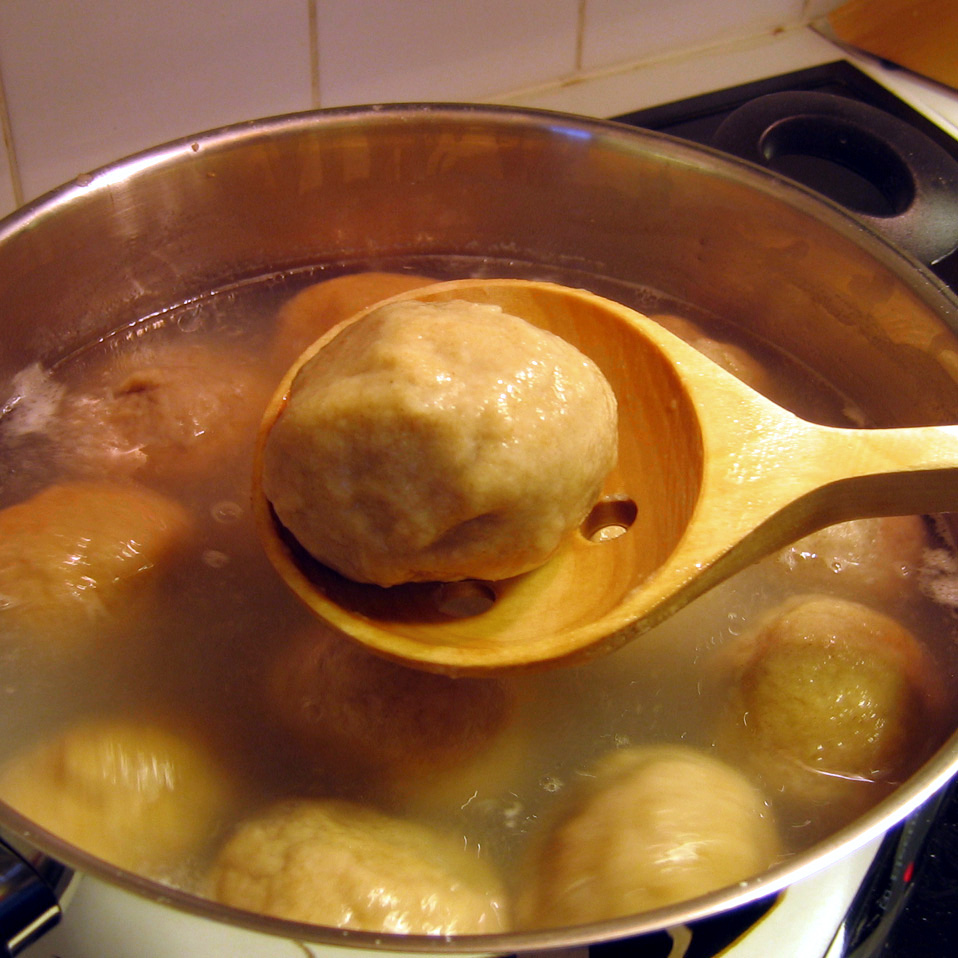
ピーテパルトの一例

ピーテパルトはポテトを使ったパルトで、スウェーデン北部のピーテオの町の名物料理として知られているが、そのバリエーションはスウェーデンのあちこちで食べられる。
このスウェーデン料理には、ピーテオの家庭の数だけのバリエーションがあるが、小麦粉と大麦粉をミックスで使うところは共通していて、（一方、ポテトパルトのバリエーションでは、大麦粉の代わりにライ麦などの他のものを使ったり、大麦を単に外したりする）ひき肉のような豚肉以外のものを詰めたり、まったくなにも詰め物をしないフラットパルトと呼ばれるものにしたりする。
すべてのパルトは生のジャガイモで作られるが、事前にゆでたジャガイモで作られたダンプリングは、クロップカーコル(塩漬けの豚肉と玉ねぎを弾力性のあるポテト生地で包み込んだもの)と呼ばれる。これは、ピーテパルトに比べるとやや濃い色になる。